# Flabellina salmonacea
Flabellina salmonacea är en snäckart som först beskrevs av Couthouy 1838.  Flabellina salmonacea ingår i släktet Flabellina och familjen Flabellinidae. Inga underarter finns listade i Catalogue of Life.